# Martin Brunner
Martin Brunner (n. Zúrich, Suiza, 23 de abril de 1963) es un exfutbolista suizo, que se desempeñó como portero y militó en diversos clubes de Suiza (que fueron solo 2 clubes de ese país). 

## Carrera
Brunner comenzó su carrera en 1983, jugando en el club de su ciudad natal Grasshopper, con el cual ganó 3 ligas de Suiza (1983-1984,  1989-1990 y 1990-1991), 4 copas de Suiza (1987-88, 1988-89, 1989-90 y 1993-94) y una Supercopa de Suiza, que fue en el año 1989. En el año 1994, Brunner dejó el club de su ciudad natal, para unirse a Lausanne-Sport, con el cual ganó 2 copas de Suiza, que fueron en las temporadas 1997-98 y 1998-99. A fines del año 1999, Brunner tomó la decisión de retirarse del fútbol.

## Selección nacional
Brunner jugó 36 partidos internacionales, para la selección nacional suiza. Participó en una sola Copa del Mundo FIFA, que fue en Estados Unidos 1994, donde la selección suiza fue eliminada en octavos de final.

## Clubes
| Club           | País  | Año         |
| -------------- | ----- | ----------- |
| Grasshopper    | Suiza | 1983 - 1994 |
| Lausanne-Sport | Suiza | 1994 - 1999 |

## Participaciones en Copas del Mundo
| Mundial                        | Sede           | Resultado        |
| ------------------------------ | -------------- | ---------------- |
| Copa Mundial de Fútbol de 1994 | Estados Unidos | Octavos de final |